# CATWOE
CATWOE ist ein Akronym für eine von Peter Checkland und Jim Scholes veröffentlichte Checkliste zur Problem- oder Zieldefinition (Soft Systems Methodology in Action, 1990). Dabei wird nicht das Problem selbst, sondern das umgebende System betrachtet. So würde der Titel einer CATWOE-Betrachtung etwa „Eine Einrichtung, die ...“, „Ein System, das ...“ oder „Eine Vorrichtung, die zur ... dient“ lauten.
Die Schritte werden in dieser Reihenfolge abgearbeitet: 
| C = Customers                 | Die Kunden des Systems. In diesem Zusammenhang wird die Position von Nutzern betrachtet – wer ist es letztendlich, welches Problem haben diese derzeit und wie wird es gelöst, wie sind ihre möglichen Reaktionen, welche Gewinner und Verlierer werden sich ergeben? |
| A = Actors                    | Die Akteure des Systems. Das betrifft die Personen, von denen die tatsächlichen Tätigkeiten ausgeführt werden müssen – was ist der Einfluss auf sie, wie werden sie reagieren wenn das System wie geplant eingeführt wird?                                            |
| T = Transformation process    | Was führt das System aus, wie wandelt es Input in Output um, wie geht es mit veränderndem Input um, wohin geht der Output, welche Stadien durchläuft er, welche Schritte gibt es innerhalb des Systems?                                                               |
| W = World View                | Die Weltanschauung. Einbetten in einen größeren Zusammenhang – welches wirkliche Problem soll angegangen werden, welche Implikationen ergeben sich aus seiner Einführung, welche aus seinem Ausfall oder Fehlfunktion?                                                |
| O = Owners                    | Die Eigentümer. Betrachtet die Position der Personen die die formale Macht über Einführung oder Ablehnung des Systems haben, ihre Beweggründe und Teilhabe. |
| E = Environmental constraints | Die Grenzen. Diese können ethischer, gesetzlicher, juristischer, personeller, finanzieller und anderer Natur sein – wie betreffen diese das System und wie können sie überwunden werden?                                                                              |

Der Vorteil von Checklisten – als Mittel strukturierten Vorgehens – wird verbunden mit einer, die eigentliche Fragestellung in einen größeren Zusammenhang stellenden, Sicht. Die verkürzte Form ist ein Anhalt vor allem für Personen oder Gruppen mit Übung in der Anwendung.